# Keiichi Hara
Keiichi Hara (原 恵一), Tatebayashi, Gunma, 24 de juliol de 1959) és un director de pel·lícules d'anime japonès

## Biografia
El que va iniciar Hara en la seva carrera com a creador d'animació va ser visitar una empresa de cinema d'animació com a part de les seves activitats de recerca de feina després de graduar-se al Tokyo Designer Gakuin College (TDG). Va abandonar imprudentment la gira, un acte normalment prohibit als visitants, i després va suplicar a un director artístic que li donés feina. Uns dies més tard va tornar amb uns dibuixos de continuïtat que va fer, tal com li va demanar. Com a resultat, es va presentar a un estudi de cinema comercial.
Després de treballar a l'estudi durant divuit mesos, es va incorporar a Shin-Ei Animation per recomanació del president Keijiro Kurokawa. A Shin-Ei va començar a treballar en una sèrie de televisió Kaibutsu-kun com a director de producció, després va ser traslladat a Doraemon. Allà va assumir per primera vegada el paper de director d'animació. En treballar a Doraemon, va ser influenciat pel director en cap Tsutomu Shibayama. Com que Hara admirava Fujiko Fujio, l'autor original de Doraemon, va treballar dur i es va fer conegut per millorar la qualitat .
Després d' Obake no Q Taro i Doraemon, va ser escollit com a director en cap d' Esper Mami i va treballar per a aquesta sèrie de televisió durant dos anys i mig. Quan va acabar Esper Mami, es va prendre un descans durant deu mesos. Després va tornar treballant a 21 emon. Després de 21 emon va treballar a Crayon Shin-chan. A "Shin-chan" va fer direcció i continuïtat tant per la sèrie de televisió com per a les pel·lícules, convertint-se en director l'octubre de 1996. La pel·lícula de 2001 de Crayon Shin-chan CShin Chan: Els adults contraataquen! va obtenir elogis de la crítica i va augmentar el seu perfil. El Shin Chan: La guerra dels balnearis de l'any següent va ser elogiat per l'Agència d'Afers Culturals.
A partir de 2012, Hara va començar a rodar la seva primera pel·lícula d'acció no d'animació, Hajimari no Michi, que es va estrenar el juny de 2013.

## Televisió
- 1983-1986: Doraemon (ドラえもん) Direcció/guió
- 1987-1989: Esper Mami (エスパー魔実) Director/guió
- 1989: Chimpui (チンプイ) Director
- 1989: 21-emon (21エモン) guió
- 1992-2004: Crayon Shin-chan (クレヨンしんちゃん) Director/guió/

## Filmografia
- 17 de març de 1984: Doraemon: Nobita's Great Adventure into the Underworld (のび太の魔界大冒険) Direcció
- 16 de març de 1985: Doraemon: Nobita's Little Star Wars (のび太の宇宙小戦争) Direcció
- 15 de març de 1986: Doraemon: Nobita and the Steel Troops (のび太と鉄人兵団) Direcció
- 14 de març de 1987: Doraemon: Nobita and the Knights of Dinosaurs (のび太と竜の騎士) Direcció
- 9 de març de 1991: Doraemon i les mil i una aventures (アララ少年山賊団!) Director
- 6 de març de 1993: Dorami-chan: Hello, Dynosis Kids!! (ハロー恐竜キッズ!!) Director
- 24 de juliol de 1993: Shin-chan: La invasió (クレヨンしんちゃん アクション仮面VSハイグレ魔王) Direcció/guió
- 23 d'abril de 1994: Shin Chan a l'illa del tresor (クレヨンしんちゃん ブリブリ王国の秘宝) Direcció/guió
- 15 d'abril de 1995: Crayon Shin-chan: Unkokusai's Ambition (クレヨンしんちゃん 雲黒斎の野望) Direcció/guió
- 13 d'abril de 1996: Crayon Shin-chan: Adventure in Henderland (クレヨンしんちゃん ヘンダーランドの大冒険) Direcció/guió
- 19 d'abril de 1997: Shin-chan a la recerca de les boles perdudes (クレヨンしんちゃん 暗黒タマタマ大追跡) Director/guió
- 18 d'abril de 1998: Shin Chan: Operació rescat (クレヨンしんちゃん 電撃!ブタのヒヅメ大作戦) Director/Direcció/guió
- 17 d'abril de 1999: Shin Chan: La guerra dels balnearis (クレヨンしんちゃん 爆発!温泉わくわく大決戦 / クレしんパラダイス!メイド・イン・埼玉) Director/guió
- 22 d'abril de 2000: Shin Chan: Perduts a la jungla (クレヨンしんちゃん 嵐を呼ぶジャングル) Director/Direcció/guió
- 21 d'abril de 2001: Shin Chan: Els adults contraataquen! (クレヨンしんちゃん 嵐を呼ぶ モーレツ!オトナ帝国の逆襲) Director/guió
- 20 d'abril de 2002: Shin Chan: El petit samurai (クレヨンしんちゃん 嵐を呼ぶ アッパレ!戦国大合戦) Director/Direcció/guió
- 19 d'abril de 2003: Crayon Shin-chan: The Storm Called: Yakiniku Road of Honor (クレヨンしんちゃん 嵐を呼ぶ 栄光のヤキニクロード) Direcció/guió
- 17 d'abril de 2004: Crayon Shin-chan: The Storm Called: The Kasukabe Boys of the Evening Sun (クレヨンしんちゃん 嵐を呼ぶ!夕陽のカスカベボーイズ) Direcció/guió
- 16 d'abril de 2005: Crayon Shin-chan: The Legend Called Buri Buri 3 Minutes Charge (クレヨンしんちゃん 伝説を呼ぶブリブリ 3分ポッキリ大進撃) guió
- 28 de juliol de 2007: Un estiu amb en Coo (河童のクゥと夏休み) Director/guió
- 21 d'agost de 2010: Colorful (カラフル) Director[2]
- 1 de juny de 2013: Hajimari no Michi (はじまりのみち) Director/guió
- 9 de maig de 2015: Miss Hokusai (百日紅) Director
- 26 d'abril de 2019: The Wonderland (バースデー・ワンダーランド) Director[3]

## Honors
- Medalla amb galó porpra (2018)